# Giseltraud Otten
Giseltraud Otten (* 6. Februar 1943 in Braunschweig) ist eine deutsche Juristin. Bis Februar 2008 war sie Richterin am Bundesgerichtshof.

## Leben
Giseltraud Otten schloss nach dem Abitur zunächst eine Ausbildung als Finanzanwärterin ab. Nach der Steuerinspektorenprüfung studierte sie Rechtswissenschaft. 1974 wurde sie an der Universität Göttingen mit der Untersuchung „Die Entwicklung der Treuhand im 19. Jahrhundert“ zum Dr. iur. promoviert. Die juristische Ausbildung beendete Otten 1975 mit der Zweiten Juristischen Staatsprüfung. Im gleichen Jahr trat sie in den Justizdienst des Landes Niedersachsen ein, wo sie zunächst bei der Staatsanwaltschaft und bei dem Land- und Amtsgericht Göttingen eingesetzt wurde. 1978 wurde Otten in das Beamtenverhältnis auf Lebenszeit berufen und zur Staatsanwältin bei der Staatsanwaltschaft Göttingen ernannt. 
Von 1981 bis 1983 war sie an das Niedersächsische Ministerium der Justiz abgeordnet. 1985 wurde Otten Oberstaatsanwältin an der Generalstaatsanwaltschaft Celle. 
1995 erfolgte schließlich die Ernennung zum Richterin am Bundesgerichtshof, wo sie während der gesamten Dauer ihrer Dienstzeit dem für Revisionen aus den Oberlandesgerichtsbezirken Frankfurt am Main, Jena, Koblenz und Köln zuständigen 2. Strafsenat zugewiesen war. Hier wirkte Otten maßgeblich an den Entscheidungen zur Strafbarkeit des Betäubungsmittelkuriers (BGHSt 51, 219), zu den Auswirkungen des Prostitutionsgesetzes auf die Auslegung des Zuhältereistraftatbestandes (BGHSt 48, 314) und zur möglichen Strafbarkeit eines Strafverteidigers wegen Geldwäsche (BGHSt 47, 68) mit. Von 1995 bis 2007 war sie außerdem Mitglied im Senat für Anwaltssachen. Seit 2002 war sie für diesen Senat in den Gemeinsamen Senat der obersten Gerichtshöfe des Bundes entsandt.